# Steegen
Steegen è un comune austriaco di 1 048 abitanti nel distretto di Grieskirchen, in Alta Austria.